# Ибн аль-Байтар
Абу Мухаммад Зияу-д-дин Абдуллах ибн Ахмад аль-Ашаб аль-Малаки известный как Ибн аль-Байтар (араб. ابن البيطار‎; ум. 1248) — арабский андалусский учёный, ботаник, фармаколог. Описал от 300 до 400 видов растений, ранее не описанных средневековыми исламскими учёными. Был учеником Абу аль-Аббаса ан-Набати.

## Биография
Родился в городе Малеке (Малаге) в аль-Андалусе в семье, известной своими учёными. Отсюда и его нисба «аль-Малаки». Его прозвище «Ибн аль-Байтар» в переводе с арабского означает «сын ветеринара». так как его отец был ветеринаром.
Ибн аль-Байтар родился между 1179 и 1200 годом. Понятно, что начальное образование он получил от отца, а после изучения религиозных и других наук увлёкся ботаникой. Стать ботаником (асшабом) его побудил Абу-ль-Аббас Ахмад ибн Мухаммад ан-Набати. Во время своей дружбы с ан-Набати Ибн аль-Байтар узнал о лекарственных растениях, растущих в аль-Андалусе, и их свойствах, а также об их научных и местных названиях. После того, как ан-Набати отправился на Восток заниматься научными исследованиями, Ибн аль-Байтар продолжил обучение у Абдуллаха ибн Салиха аль-Кутами и Ибн Хаджжаджа аль-Ишбили.
Ибн аль-Байтар изучал работы Диоскорида и Калина о лекарственных растениях и собирал материал, продолжая свои исследования в различных частях аль-Андалуса. В 1220 году он предпринял дальнее путешествие для проведения исследований в странах Средиземноморского бассейна, взяв в качестве примера своего учителя Абу-ль-Аббаса ан-Набати. Сначала он путешествовал по городам Северной Африки, таким как Беджая, Константинополь, Киренаика (Барка) и Триполи, и собирал богатый материал для своих трактатов. В 1223 году он достиг Анатолии и посетил регионы, находившиеся под властью сельджуков и византийцев, и встретился с учёными медициками, фармацевтами и ботаниками. Понятно, что во время этой части своего путешествия он также посетил Македонию и острова Эгейского моря. Ибн аль-Байтар сообщил, что он был свидетелем того, как на острове Лемнос женщина, заботившаяся о тамошнем храме Артемиды, изготовила «тин аль-махтум» из козьей крови, которая была замешана с землёй.
После своих путешествий Ибн аль-Байтар, которого сейчас считают величайшим ботаником своего времени, отправился в Александрию со своей богатой коллекцией растений. Аль-Камиль Мухаммад ибн Ахмад из династии Айюбидов в Египте дал ему титул главы египетских ботаников (раис аш-шабин) и брал его с собой каждый раз, когда он отправлялся в Сирию. После смерти аль-Камиля Ибн аль-Байтар, который сохранил своё положение во дворце Айюбидов во время правления его сына ас-Салиха Наджму-д-дина Айюба, снова отправился в путешествие для сбора материалов. Основываясь на названиях растений в Китаб аль-Джами, Люсьен Леклерк утверждает, что он путешествовал по регионам Диярбакыр, Урфа, Мосул, Ливан, Иерусалим и Хиджаз. У Ибн аль-Байтара было много учеников, которых он обучал, когда был в Каире и Дамаске. Во главе его учеников стоит Ибн Абу Усайбия, который в 1235 году в Дамаске прочитал от него книгу «аль-Ибана», а также произведения о лекарственных растениях Диоскорида, Калина и Ахмада ибн Мухаммада аль-Гафики. Другим его известным учеником был Абу Исхак Иззу-д-дин ибн ас-Сувейд.
Ибн аль-Байтар использовал название «снег Китая» (по-арабски сальдж ас-Син) для описания селитры, когда писал о порохе.
Ибн аль-Байтар — один из редких средневековых авторов, которые путешествовали по трём континентам. Кроме того, он представил собранный им материал, состоящий из видов растений и питательных веществ, используемых в медицине, со всеми их особенностями, и написал их названия на арабском, берберском, латинском, греческом и персидском языках для того, чтобы избежать путаницы. Принято считать, что он был величайшим учёным своего времени в своей области, особенно на основании того, что рассказал его ученик Ибн Абу Усайбия. Ибн аль-Байтар скончался в Дамаске в 1248 году.